# 商事法務研究会
公益社団法人商事法務研究会（しょうじほうむけんきゅうかい）とは、1955年に設立された社団法人。

## 概説
経済人に必要な企業経営に直接的に関連する法律実務について、官民一体となった実証的調査・研究を行い、企業をとりまく様々な法律の適正な運営と経済秩序の公正な維持に維持することを目的に設立された。また日弁連法務研究財団と共同で法学検定、法科大学院統一適性試験、法科大学院既修者試験も主催している。
公益法人としての活動の適正を図るために、2002年（平成14年）4月1日に収益事業である出版部分を新設の株式会社商事法務に事業譲渡している。